# Судьба человека (фильм)
«Судьба человека» — советский художественный фильм по одноимённому рассказу Михаила Шолохова. Режиссёрский дебют Сергея Бондарчука.

## Сюжет
С началом Великой Отечественной войны шофёру Андрею Соколову приходится расстаться с семьёй. В мае 1942 года он контуженным попадает в немецкий плен. Соколов переносит ад нацистского концлагеря, благодаря своему мужеству избегает расстрела и наконец бежит из плена за линию фронта к своим. В коротком фронтовом отпуске на малую родину — в Воронеж — он узнаёт, что жена и обе дочери погибли во время бомбёжки Воронежа немецкими самолетами. Из близких у него остался только сын, который стал офицером. В последний день войны 9 мая Андрей получает известие о том, что его сын погиб.
После войны одинокий Соколов работает водителем трёхтонки (ЗиС-5В) вдали от родных мест — в Урюпинске (Сталинградская область). Там он встречает маленького мальчика Ваню, оставшегося сиротой. Соколов решается сообщить мальчику, что он — его отец, и этим даёт себе и мальчику надежду на новую жизнь.

## В главных ролях
- Сергей Бондарчук — Андрей Соколов
- Павел Борискин — Ванюшка, приёмный сын Андрея Соколова (озвучивание — Маргарита Корабельникова[источник не указан 1502 дня])
- Зинаида Кириенко — Ирина, жена Андрея Соколова
- Павел Волков — Иван Тимофеевич, сосед Соколовых
- Юрий Аверин — Мюллер, член СС, комендант концлагеря
- Константин Алексеев — майор вермахта
- Павел Винников — советский полковник
- Евгений Тетерин — писатель
- Анатолий Чемодуров — советский подполковник
- Александр Новиков — советский военнопленный-христианин
- Лев Борисов — взводный

## Съёмочная группа
- Авторы сценария: Юрий Лукин, Фёдор Шахмагонов
- Режиссёр-постановщик — Сергей Бондарчук
- Оператор-постановщик — Владимир Монахов
- Художники-постановщики: Ипполит Новодерёжкин, Сергей Воронков
- Композитор — Вениамин Баснер

## Звуковая дорожка
В фильме звучит популярное танго «О, донна Клара» Ежи Петербургского. В сцене, где главный герой ломает пластинку, мелодию исполняют Тернер Лейтон и Кларенс Джонстон.

## Места съёмок
- Эпизод прощания с женой на вокзале — на железнодорожном вокзале города Тамбова.[2]
- Эпизод «Беженцы» — полевая дорога рядом с нынешним автовокзалом «Тамбов» и «Татарским валом».
- Эпизод, в котором советских военнопленных ведут в храм — в Свято-Богоявленском Храме села Терновое Семилукского района Воронежской области.
- Встреча с мальчиком и другие послевоенные эпизоды — в Воронежской области (в том числе у Ротонды)[3].
- Съёмки также проходили в посёлке Чистоозёрном Ростовской области. Эпизод, в котором Сергей Бондарчук говорит что после первой не закусывает, снимали в конторе карьера «Северный» Репнянского карьероуправления. Второй эпизод, где каторжане добывают камень, также снимался в этом карьере.
- Эпизоды пересылки военнопленных — снимали в Калининграде. В фильме можно увидеть морской порт Калининграда (вид из окон поезда), Астрономический бастион сыграл роль лагеря распределителя[4].
- Перемещения главного героя в прифронтовом немецком городе снимали на улицах Калининграда: современных Клинической, Дзержинского, Московском проспекте. В районе авторынка Борисова снята сцена похищения немецкого офицера.
- Эпизод прощания Соколова с погибшим сыном снимался в Калининграде (на заднем плане видны руины Королевского замка Кёнигсберга).

## Награды
- Лучший фильм 1959 года по опросу журнала «Советский экран»
- Большой приз на первом Московском международном кинофестивале (1959)
- Большой приз на X международном кинофестивале в Чехословакии
- Большой приз на кинофестивале в Минске 1960 года
- Главный приз «Хрустальная ваза» на кинофестивале трудящихся в Чехословакии 1959 года
- Призы на международном кинофестивале в Мельбурне, Сиднее и Канберре
- Приз на XII международном кинофестивале в Карловых Варах 1970 года
- Приз на международном кинофестивале в Джорджтауне 1976 года